# رینبو سان فرنکس
رِینبو سان فرَنکس (انگلیسی: Rainbow Sun Francks؛ زادهٔ ۳ دسامبر ۱۹۷۹) بازیگر، ترانه‌سرا و خواننده اهل کانادا است.
از فیلم‌ها یا مجموعه‌های تلویزیونی که وی در آن‌ها نقش داشته است، می‌توان به ماجراهای مرداک، بیگانه علیه غارتگر ۲ و مراحل اشاره نمود.